# Thelypteridaceae
Ver Pteridophyta para una introducción a las plantas vasculares sin semilla
Las Telipteridáceas (nombre científico Thelypteridaceae) son una familia de helechos  del clado Eupolipoides II dentro del orden Polypodiales, que en la moderna clasificación de Rothfels et al. 2012 se circunscribe como en su predecesora de Christenhusz et al. 2011 y su antepredecesora de Smith et al. (2006). La familia está bien definida y reconocida desde hace un tiempo, la división en géneros dentro de ella es aún pobremente conocida y sólo tentativa.

## Taxonomía
Introducción teórica en Taxonomía
La clasificación más actualizada es la de Rothfels et al. 2012  (que decide mantener la aún fluctuante clasificación en géneros tal como la dejó Smith et al. 2006:):
- Thelypteridaceae Ching ex Pic. Serm., Webbia 24: 709 (1970). "Thelypteroids"; "Marsh  Ferns", "Beech Ferns", y aliados.
  - =  Thelypteridaceae sensu Christenhusz & al. (2011)
  - =  Thelypteridaceae sensu Smith & al. (2006);
  - =  Thelypteridaceae sensu Smith (1990);
  - =  Thelypteridaceae sensu Tryon & Tryon (1982);
  - incluido en  Thelypteridaceae sensu Lovis (1978);
  - =  Thelypteridaceae sensu Ching (1978a);
  - =  Thelypteridaceae sensu Pichi Sermolli (1977);
  - =  Thelypteridaceae sensu Tagawa & Iwatsuki (1972);
  - =  Thelypteridaceae sensu Nayar (1970);
  - =  Thelypteridaceae sensu Holttum (1947);
  - incluido en  Polypodiaceae: Dryopteridoideae sensu Christensen (1938)

Aproximadamente  950  especies, divididas en (Holttum, 1947, 1971c, 1981; Smith, 1990; Smith & Cranfill, 2002):
- -     - Cyclosorus Link (incl. Amblovenatum J.P. Roux, Ampelopteris Kunze, Amphineuron Holttum  nom. illeg., Chingia Holttum, Christella H. Lév., Christella sect. Pelazoneuron Holttum, Cyclogramma Tagawa, Cyclosorus s.str., Glaphyropteridopsis Ching, Goniopteris C. Presl., Meniscium Schreb., Menisorus Alston, Mesophlebion Holttum, Mesopteris Ching, Plesioneuron (Holttum) Holttum, Pneumatopteris Nakai, Pronephrium C. Presl., Pseudocyclosorus Ching, Sphaerostephanos J. Sm., Stegnogramma Blume, Steiropteris C. Chr., Trigonospora Holttum),
    - Macrothelypteris (H. Ito) Ching,
    - Phegopteris (C. Presl.) Fée,
    - Pseudophegopteris Ching,
    - Thelypteris Schmidel (incl. Amauropelta Kunze, Coryphopteris Holttum, Metathelypteris (H. Ito) Ching, Oreopteris Holub, Parathelypteris (H. Ito) Ching, Thelypteris s.str., y Wagneriopteris Á. Löve & D. Löve);

La clasificación predecesora es la de Christenhusz et al. 2011 (basada en Smith et al. 2006, 2008); que también provee una secuencia lineal de las licofitas y monilofitas.
- Familia 35. Thelypteridaceae Pic.Serm., Webbia 24: 709 (1970).

5 o más géneros. Referencias: Smith (1986), Smith & Cranfill (2002), Yatabe et al. (2002).
Nota: Cinco géneros (Cyclosorus, Macrothelypteris, Phegopteris, Pseudophegopteris, Thelypteris) fueron reconocidos por Smith (en Kramer & Green 1990) y muchos géneros antiguos fueron incluidos en Cyclosorus y Thelypteris. La comprensión que se tiene en estos momentos de la filogenia de la familia es limitada por lo que utilizamos una aproximación conservativa, con conceptos de género amplios, para las especies que pertenecen a Cyclosorus y Thelypteris. Conceptos de género más estrechos son discutidos para reemplazarlos por estos dos grandes géneros pero la evidencia actual es todavía insuficiente para llegar a una conclusión final.
La antepredecesora es la de Smith et al. 2006:
Sinónimos: Thelipteroides o thelipteridoides.
Incluyendo "Sphaerostephanaceae".
30 géneros, dependiendo del punto de vista taxonómico. Comúnmente aceptados:
- Cyclosorus (incl. Ampelopteris, Amphineuron, Chingia, Christella, Cyclogramma, Cyclosorus sensu stricto, Glaphyropteridopsis, Goniopteris, Meniscium, Menisorus, Mesophlebion, Pelazoneuron, Plesioneuron, Pneumatopteris, Pronephrium, Pseudocyclosorus, Sphaerostephanos, Stegnogramma, Steiropteris, Trigonospora)
- Macrothelypteris
- Phegopteris
- Pseudophegopteris
- Thelypteris (incl. Amauropelta, Coryphopteris, Metathelypteris, Oreopteris, Parathelypteris, y Thelipteris sensu stricto).

La familia es distintiva pero la clasificación en géneros aún está en fluctuación. Otras clasificaciones:
Según APWeb: 4 de enero de 2011:
| - Amauropelta - Ampelopteris - Amphineuron - Chingia - Chrismatopteris - Christella - Coryphopteris - Cyclogramma - Cyclosorus - Glaphyropteridopsis - Glaphyropteris | - Goniopteris - Macrothelypteris - Meniscium - Menisorus - Mesophlebion - Metathelypteris - Nannothelypteris - Oreopteris - Parathelypteris - Phegopteris | - Plesioneuron - Pneumatopteris - Pronephrium - Pseudocyclosorus - Pseudophegopteris - Sphaerostephanos - Stegnogramma - Steiropteris - Thelypteris - Trigonospora |

Según NCBI: 4 de enero de 2011:
| - Amauropelta - Chingia - Christella - Coryphopteris - Cyclosorus - Dictyocline - Glaphyropteridopsis - Goniopteris - Leptogramma | - Macrothelypteris - Meniscium - Mesophlebion - Nannothelypteris - Oreopteris - Phegopteris - Plesioneuron - Pneumatopteris | - Pronephrium - Pseudocyclosorus - Pseudophegopteris - Sphaerostephanos - Stegnogramma - Steiropteris - Thelypteris - Trigonospora |

Según ITIS 4 de enero de 2011:
- Macrothelypteris (H. Itô) Ching
- Phegopteris Fée
- Pneumatopteris Nakai
- Pseudophegopteris Ching
- Thelypteris Schmidel

Para una discusión sobre los géneros ver Holttum 1971, Smith y Cranfill 2002.
Cerca de 950 especies.

## Filogenia
Introducción teórica en Filogenia
Rothfels et al. 2012:  Esta grande familia es morfológicamente cohesiva y ha sido reconocida como tal, en la circunscripción actual (pero comparar con Hennipman 1996). Dentro de Thelypteridaceae, sin embargo, las clasificaciones en géneros varían ampliamente, y sólo dos estudios filogenéticos que incluyen datos moleculares han incluido una representación sustancial de la familia (aproximadamente 30 especies cada uno, Smith y Cranfill 2002, Schuettpelz y Pryer 2007). Nuestra circunscripción es idéntica a la de Smith et al. (2006), quienes discuten esta familia en más detalle.
Smith et al. 2006: Monofilético (Hasebe et al. 1995, Smith y Cranfill 2002, Yatabe et al. 2002). Hennipman (1996) también incluyó a Blechnaceae y los helechos athyrioides en esta familia, una definición que hubiera hecho que Thelypteridaceae fuera dificultosa o imposible de definir a través de sus caracteres morfológicos.

## Ecología
Smith et al. 2006: Terrestres, raramente epipétricas. Pantropicales, unas pocas de clima templado.

## Caracteres
Con las características de Pteridophyta.
Descripción, según Rothfels et al. 2012:  Plantas terrestres, a veces epipétricas o reofíticas (rheophytic), raramente escandentes (Thelypteris subgen. Amauropelta sect. Lepidoneuron A.R. Sm.); raíces negruzcas, wiry, insertas radialmente, no proliferativas, rizomas no usualmente ramificados, corta- a largamente rastreros, suberectos, o erectos, raramente sub-arborescentes, portando escamas, escamas de los rizomas lanceoladas, no clatradas, grisáceas a bronceadas (tan) o marrones (brown), enteras o dentadas, los márgenes y muchas veces las superficies usualmente portando una pubescencia distintiva similar a la de las hojas; las hojas usualmente grisáceas en todos los estadios, ocasionalmente rojizas cuando jóvenes (por ejemplo algunas especies de Cyclosorus tratadas en Mesophlebion y Pronephrium, posiblemente otras), a veces cubiertas en mucílago cuando jóvenes, usualmente monomóficas, a veces sub-dimórficas, arregladas en espiral, espaciadas cercana- a distantemente, ocasionalmente bulbíferas, los bulbillos usualmente en la parte distal o apical de la hoja, escamosos o no, casi siempre pubescentes, los tricomas blancuzcos o hialinos, aciculares, o a veces divididos (forked), estrellados, o estrellados con pie, o hamados (hamate), también muchas veces provistos con glándulas sésiles o con pie, pecíolos verduzcos a estramíneos, a veces más oscuros que eso, las bases no están articuladas al rizoma, no expandidas en la base, y generalmente no persistentes en el rizoma; el pecíolo con dos haces vasculares (raramente más), los haces con xilema hipocampiforme, que en la parte distal se unen para forman un único haz con forma de U; lámina delgada-herbácea a coriácea, simples y enteras a 3-pinada-pinatifidas, en hojas divididas, la base con o sin una serie de pinas reducida, el ápice conforme (conform) o no conforme, las células del margen de la hoja no claramente diferenciadas; los ejes de las pinas no articulados, la base de las pinas muchas veces con un aeróforo conspicuo, éstas usualmente apareciendo como una protuberancia baja elongada u orbicular, o erecta y vermiforme, hasta de 1 cm de largo; los ejes del raquis sulcados adaxialmente o no, cuando presentes los sulcos no continuos hasta el siguiente orden, sin una costilla libre central; venas que llegan hasta el margen de la hoja o se terminan antes de llegar, libres, conniventes en o debajo del sinus en pinas lobadas, o anastomosándose en patrones variados, las areolas sin venillas libres inclusas, los finales de las venas expandidos o no diferenciados; los soros circulares o elongados, encima de las venas, no terminales, indusiados o exindusiados; el receptáculo del soro plano; indusio lateral, reniforme, a veces pubescente y o glandular; esporangio con pies de más de una célula de espesor a la mitad del pie, muchas veces con tricomas o glándulas (parafisos); esporas usualmente monolete, a veces trilete (Cyclosorus tratado como Trigonospora), no clorofíceos, la perispora marrón, muchas veces con crestas agudas, o reticulada o equinulada, número base de cromosomas x=27 (por ejemplo en Amauropelta; Walker 1985), 30 (por ejemplo en Phegopteris, Mitui 1975), 31 (por ejemplo en Lastrea, Macrothelypteris, Pseudophegopteris, Wagneriopteris, Mitui 1975, Loyal 1991, Tindale y Roy 2002), 34 (por ejemplo Oreopteris, Holttum 1981, Manton 1950), 35 (por ejemplo Metathelypteris, Psudocyclosorus, Thelypteris, Mitui 1975, Loyal 1991, Walker 1985), o 36 (por ejemplo Abacopteris, Ampelopteris, Amphineuron, Christella, Cyclogramma, Cyclosorus, Dictyocline, Goniopteris, Lastrea, Leptogramma, Meniscium, Pronephrium, Stenogramma, Mitui 1975, Walker 1985, Loyal 1991, Tindale y Roy 2002).
Diagnóstico, según Rothfels et al. 2012:  Thelypteridaceae es una familia larga y diversa, sin embargo, usualmente puede ser reconocida por la presencia de pelos aciculares distintivos. Esos pelos son blancuzcos o hialinos, y usualmente de una sola célula. Además del hecho de estar en las hojas, estos pelos además regularmente aparecen en los márgenes y caras (faces) de las escamas del rizoma. Mientras las escamas dentadas o ciliadas son comunes, hasta donde sabemos, no hay otra familia dentro de Eupolipoides II con escamas de rizoma que lleve pelos similares a estos en las hojas. Pelos hamados, divididos (forked) y estrellados también ocurren en Thelypteridaceae, lo cual es poco común en Eupolypoides, por lo que también son caracteres diagnósticos. Thelypteridaceae también frecuentemente tienen conspicuos aeróforos en las bases de sus pinas. Estos usualmente difieren en color y textura del tejido circundante, y son frecuentemente elevados (raised). En algunos casos, están presentes aeróforos elongados vermiformes, estos frecuentemente aparecen en especies en las que los crosiers y las hojas jóvenes están rodeadas de mucílago espeso.
Smith et al. 2006: Rizomas rastreros, ascendentes o erectos. Con escamas no clatradas en los ápices. Usualmente con pelos aciculares. Pecíolos con 2 haces vasculares que en un corte transversal se ven con forma elongada o creciente, enfrentados el uno al otro, y que en la parte distal se unen de forma que en un corte transversal se ven con forma de alcantarilla ("gutter-shape"). Láminas monomórficas, u ocasionalmente dimórficas. Pinadas o pinado-pinatifidas. Venas finadas, de libres a varias veces (y usualmente muy regularmente) anastomosadas, sin o con venillas inclusas. Indumento de pelos aciculares hyalinos en láminas y escamas del rizoma. Soros abaxiales, redondeados a oblongos, raramente elongados a lo largo de las venas. Con indusio reniforme o  sin indusio (perdido independientemente en muchas ramas de la familia). Esporangios con pies de 3 filas de células. Pie corto a largo. Esporas elipsoides, monolete. Perina alada a espinulosa. Número de cromosomas: x = 27, 36.

### Otros proyectos wikimedia
- Wikimedia Commons alberga una categoría multimedia sobre Thelypteridaceae.
- Wikispecies tiene un artículo sobre Thelypteridaceae.